# Ludność Kraśnika

## LudnośćKraśnika
- 1939 – 12 800
- 1946 – 9 158 (spis powszechny)
- 1950 – 10 480 (spis powszechny)
- 1955 – 10 848
- 1960 – 12 053 (spis powszechny)
- 1961 – 12 600
- 1962 – 12 900
- 1963 – 13 300
- 1964 – 13 500
- 1965 – 13 619
- 1966 – 13 600
- 1967 – 13 900
- 1968 – 13 900
- 1969 – 13 900
- 1970 – 14 600 (spis powszechny)
- 1971 – 14 700
- 1972 – 14 700
- 1973 – 12 500
- 1974 – 12 682
- 1975 – 29 180 (włączono Kraśnik Fabryczny)
- 1976 – 29 800
- 1977 – 30 700
- 1978 – 30 100 (spis powszechny)
- 1979 – 30 500
- 1980 – 31 235
- 1981 – 31 746
- 1982 – 32 547
- 1983 – 33 868
- 1984 – 34 291
- 1985 – 34 982
- 1986 – 35 541
- 1987 – 35 778
- 1988 – 35 865 (spis powszechny)
- 1989 – 36 337
- 1990 – 36 718
- 1991 – 36 956
- 1992 – 36 897
- 1993 – 37 046
- 1994 – 37 464
- 1995 – 37 542
- 1996 – 37 836
- 1997 – 37 816
- 1998 – 37 767
- 1999 – 37 542
- 2000 – 37 470
- 2001 – 37 356
- 2002 – 36 463 (spis powszechny)
- 2003 – 36 327
- 2004 – 36 256
- 2005 – 36 170
- 2006 – 35 913
- 2010 - 36 441
- 2013 - 35 788

## Powierzchnia Kraśnika
- 1995 – 25,28 km³
- 2006 – 25,29 km²